# F1 2018 (computerspel)
F1 2018 is een racespel dat ontwikkeld en uitgegeven is door Codemasters. Het spel kwam op 24 augustus 2018 uit voor de PlayStation 4, Windows en de Xbox One. Het spel is gebaseerd op het Formule 1-seizoen van 2018.
Het spel werd op 15 mei 2018 aangekondigd, waar bekend werd gemaakt dat het spel tijdens de Belgische Grand Prix 2018 uit zou komen.

## Gameplay
Naargelang de veranderingen in het Formule 1-seizoen 2018, maakt het Maleisische Sepang International Circuit plaats voor het Franse Circuit Paul Ricard en de Duitse Hockenheimring.
In F1 2018 is het Energy Recovery System (ERS) geïmplementeerd dat sinds 2014 de Formule 1-motoren tijdelijke snelheidsvoordelen kan geven.

### Carrièremodus
In de carrièremodus keren voor het eerst sinds F1 2011 interviews terug. De gegeven antwoorden in interviews beïnvloeden de relatie met teams en hebben effect op een nieuwe persoonlijkheidsmeter. Deze meter toont de speler op een schaal van sportieveling tot showman; sommige teams nemen liever sportieve racers aan en andere liever showmannen.
Tijdens elk seizoen kunnen aanpassingen aan het technische reglement worden aangekondigd. Deze aanpassingen zorgen ervoor dat alle upgrades in een bepaald departement (bv. motor of aerodynamica) in het opkomende seizoen niet meer legaal zijn en verloren gaan. Om de upgrades te behouden kunnen ze legaal gemaakt worden door per upgrade een fractie van de aankoopprijs te investeren. Door deze reglementsveranderingen kan de rangorde van teams na verloop van tijd significant veranderen. De Research & Development-bomen zijn in F1 2018 uniek voor elk team en niet meer gelijk voor het hele veld.
De speler kan in F1 2018 met ieder team contractonderhandelingen ondernemen. In deze onderhandelingen kunnen bonussen zoals upgradesnelheid, pitstopsnelheid en racebonussen worden geëist. Daarnaast kan de speler kiezen hoe moeilijk de teamdoelen zijn; hoe beter de speler moet presteren hoe meer punten geïnvesteerd kunnen worden in de ontwikkeling van de auto. Deze ontwikkelingspunten kunnen ook worden verdient via rivaliteiten. De speler kan in F1 2018 nu zelf een rivaal kiezen. De bonussen voor het winnen van een rivaliteit passen zich aan aan de moeilijkheidsgraad van de gekozen coureur.

### Multiplayer
F1 2018 introduceert een superlicentiesysteem waarbij spelers in de multiplayermodus op drie kwaliteiten worden geclassificeerd: rang, veiligheidsrating en level. Rang toont hoe goed een speler is, de veiligheidsrating verbetert als de speler in races niet in ongelukken betrokken is en het level verhoogt naarmate ervaringspunten worden verdiend.

## Klassieke wagens
Net als de voorgaande spellen kan met klassieke Formule 1-auto's gereden worden. De klassieke wagens waarmee in F1 2017 geracet kon worden keren terug en worden aangevuld met acht nieuwe klassieke auto's. De auto's aangemerkt met een * (de Williams FW25 en Brawn BGP 001) zijn enkel speelbaar voor eigenaars van de "Headline Edition":
| Overzicht van klassieke auto's | Overzicht van klassieke auto's |
| Jaar                           | Auto                           |
| ------------------------------ | ------------------------------ |
| 1972                           | Lotus 72D                      |
| 1976                           | Ferrari 312T2                  |
| 1976                           | McLaren M23D                   |
| 1978                           | Lotus 79                       |
| 1979                           | Ferrari 312T4                  |
| 1982                           | McLaren MP4/1B                 |
| 2003                           | Williams FW25*                 |
| 2009                           | Brawn BGP 001*                 |
| Terugkerend uit F1 2017        |                                |
| 1988                           | McLaren MP4/4                  |
| 1991                           | McLaren MP4/6                  |
| 1992                           | Williams FW14                  |
| 1995                           | Ferrari 412T2                  |
| 1996                           | Williams FW18                  |
| 1998                           | McLaren MP4-13                 |
| 2002                           | Ferrari F2002                  |
| 2004                           | Ferrari F2004                  |
| 2006                           | Renault R26                    |
| 2007                           | Ferrari F2007                  |
| 2008                           | McLaren MP4-23                 |
| 2010                           | Red Bull RB6                   |

## Ontvangst
| Recensiescore       | Recensiescore            |
| Recensieverzamelaar | Score                    |
| ------------------- | ------------------------ |
| Metacritic          | 81/100 (pc) 85/100 (PS4) |
| Publicist           | Score                    |
| Gamer.nl            | 7/10 (PS4)               |
| XGN                 | 8,7/10 (PS4)             |

F1 2018 is voornamelijk positief beoordeeld door recensenten. Het spel heeft tussen een 8 en 8,5 op recensieverzamelaar Metacritic.
F1 2010 · F1 2011 · F1 2012 · F1 2013 · F1 2014 · F1 2015 · F1 2016 · F1 2017 · F1 2018 · F1 2019 · F1 2020 · F1 2021 · F1 2022 · F1 2023 · F1 2024